# Takafumi Shigeoka
Takafumi Shigeoka (en japonés: 重岡孝文, Shigeoka Takafumi; 2 de enero de 1945) es un deportista japonés que compitió en judo. Ganó una medalla de oro en el Campeonato Mundial de Judo de 1967, en la categoría de –63 kg.

## Palmarés internacional
| Campeonato Mundial | Campeonato Mundial              | Campeonato Mundial | Campeonato Mundial |
| Año                | Lugar                           | Medalla            | Categoría          |
| ------------------ | ------------------------------- | ------------------ | ------------------ |
| 1967               | Salt Lake City (Estados Unidos) | Medalla de oro     | –63 kg             |